# 豌豆嶺 (佛羅里達州)
豌豆嶺（英語：Pea Ridge）是位於美國佛羅里達州聖羅薩縣的一個人口普查指定地區。

## 地理
豌豆嶺的座標為30°36′00″N 87°06′00″W / 30.60000°N 87.10000°W，而該地最高點為海拔高度35米（即115英尺）。

## 人口
根據2010年美國人口普查的數據，豌豆嶺的面積為7.29平方千米，當中陸地面積為7.27平方千米，而水域面積為0.02平方千米。當地共有人口3587人，而人口密度為每平方千米492人。